# Agabus dilatatus
Agabus dilatatus är en skalbaggsart som först beskrevs av Gaspard Auguste Brullé 1832.  Agabus dilatatus ingår i släktet Agabus och familjen dykare. Inga underarter finns listade i Catalogue of Life.